# Delta Coronae Borealis
Delta Coronae Borealis (δ CrB / 10 Coronae Borealis / HD 141714) es una estrella en la constelación de Corona Boreal. De magnitud aparente +4,60, está situada a 165 años luz del sistema solar.

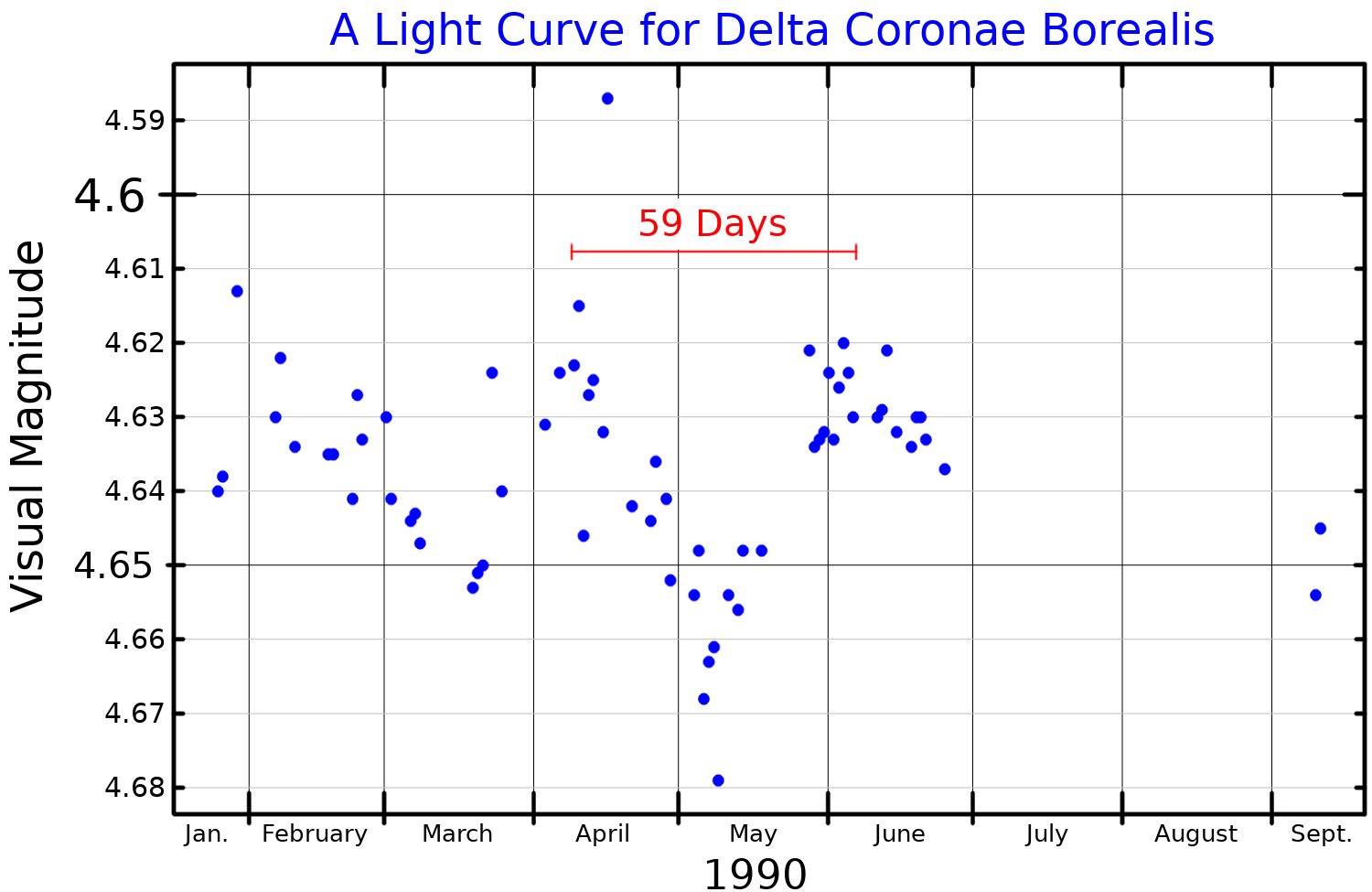
Curva de luz para Delta Coronae Borealis, trazada a partir de datos publicados por Fernie, en octubre de 1991

Delta Coronae Borealis es una gigante amarilla de tipo espectral G3.5III y 5150 K de temperatura. 36 veces más luminosa que el Sol y con un diámetro 7,6 veces más grande que el diámetro solar, aparece también clasificada como una estrella gigante-subgigante. Se encuentra en un estado evolutivo infrecuente, habiendo atravesado la llamada «Laguna de Hertzsprung», enfriándose mientras su luminosidad permanece prácticamente constante. Posteriormente iniciará su verdadera expansión para convertirse en una auténtica gigante.
Delta Coronae Borealis es conocida por tener una actividad magnética similar a la del Sol. Su brillo varía unas centésimas de magnitud en un ciclo de 59 días, probablemente debido a la presencia de manchas estelares que entran y salen del campo de visión a medida que gira la estrella. Asimismo, Delta Coronae Borealis es una fuente importante de rayos X, implicando una cromosfera activa y caliente; así, su corona estelar parece tener una temperatura cercana a los 7 millones K, mucho más elevada que la de la corona solar, de 2 millones K.